# Rezeptgebühr
Die Rezeptgebühr ist eine Zuzahlung, die von Patienten für Medikamente auf Rezept bezahlt werden muss. Sie stellt eine Form des fixen Selbstbehaltes (Selbstbeteiligung) dar. Die Rezeptgebühr wird im Allgemeinen in der Apotheke bezahlt, die das Medikament abgibt.

## Situation in deutschsprachigen Ländern

### Deutschland
Die Rezeptgebühr in Deutschland wird zu Gunsten der gesetzlichen Krankenversicherung (GKV) erhoben.
Für jedes verschreibungspflichtige Arzneimittel muss der Patient 10 Prozent des Verkaufspreises bezahlen (auch wenn mehrere Arzneimittel auf einem Rezept notiert sind).
Die Gebühr wird von der Krankenkasse durch die Apotheke eingezogen und fließt zu 100 Prozent der jeweiligen Krankenkasse zu.
Bis 2003 galt die so genannte Rezeptgebühr in Abhängigkeit zur Packungsgröße.
Durch das GKV-Modernisierungsgesetz, das zum 1. Januar 2004 in Kraft trat, wurde die Rezeptgebühr auf 10 Prozent des Arzneimittelabgabepreises festgelegt und somit für viele Medikamente erhöht. Die Rezeptgebühr ist aber auf mindestens 5 Euro und maximal 10 Euro begrenzt.
Ausnahmen sind:
- Der Abgabepreis des Medikaments in der Apotheke liegt unter 5 Euro. So muss nur der für den Patienten maßgebliche Abgabepreis gezahlt werden. Bei verschreibungspflichtigen Arzneimitteln ist dies allerdings unmöglich, da durch die zum 1. Januar 2004 in Kraft getretene neue Arzneimittelpreisverordnung der Abgabepreis wie folgt berechnet wurde: Apothekeneinkaufspreis (netto) + 3 % + 8,35 Euro + Umsatzsteuer
- Die Zuzahlung für ein Medikament kann dann über der eigentlichen Rezeptgebühr liegen, wenn der Arzt ein Medikament verordnet, das über dem von den Kassen erstatteten Festbetrag liegt. Verschreibt der Arzt ein Medikament, das teurer ist als der Festbetrag, so muss der Patient in der Apotheke die gesetzliche Zuzahlung und den Differenzbetrag zum Festbetrag bezahlen. Dieser Differenzbetrag wird auch als Patientenanteil (Pa) bezeichnet.[1]
- „Kinder unter 18 Jahren sind von allen Arzneimittel-Zuzahlungen befreit. Für Kinder unter 12 Jahren sowie Jugendliche mit Entwicklungsstörungen bis zum vollendeten 18. Lebensjahr können in der Regel auch nicht rezeptpflichtige Medikamente von der Kasse bezahlt werden.“[2]

In besonderen Härtefällen und bei chronischen Erkrankungen ist es jedoch möglich, sich von der Rezeptgebühr befreien zu lassen.
Werden die Kosten der Heilbehandlung nach einem Arbeits- oder Schulunfall von der gesetzlichen Unfallversicherung übernommen, muss keine Rezeptgebühr bezahlt werden.

### Österreich

#### Allgemeines
In Österreich zahlen Versicherte der gesetzlichen Krankenkassen (Pflichtversicherung) – sofern sie nicht von der Rezeptgebühr befreit wurden – bei auf einem Kassenrezept verschriebenen Medikament eine Rezeptgebühr. Sie wird von der Apotheke eingehoben und mit der Krankenkasse gegenverrechnet (von den Krankenkassen bekommen die Apotheken den Aufwand für Medikamente und die Apothekenleistung ersetzt).
Eingeführt wurden die Rezeptgebühren in Österreich 1956 (seinerzeit 2 Schilling).

#### Betrag
Die Rezeptgebühr beträgt unabhängig vom tatsächlichen Preis des Medikaments 7,55 Euro (Stand 2025) pro Medikamentenpackung. Liegt der volle Preis der Packung jedoch unter der Rezeptgebühr, ist nur dieser zu entrichten.
Die Höhe der Rezeptgebühr wird in § 136 Abs. 3 ASVG geregelt. Sie wird alljährlich zum 1. Januar eines jeden Jahres neu festgelegt und dabei auf 5 Cent gerundet. Eine Minderung der Rezeptgebühr ist dabei nicht vorgesehen, das heißt, sie kann nur gleich bleiben oder steigen.
| Jahr | Rezeptgebühr | Änderung zum Vorjahr | Gesetzblatt           | VPI-Jahres- inflation |
| ---- | ------------ | -------------------- | --------------------- | --------------------- |
| 2002 | 4,14 €       | 1,72 %               | BGBl. II Nr. 475/2001 | 1,8 %                 |
| 2003 | 4,25 €       | 2,66 %               | BGBl. II Nr. 479/2002 | 1,3 %                 |
| 2004 | 4,35 €       | 2,35 %               | BGBl. II Nr. 611/2003 | 2,1 %                 |
| 2005 | 4,45 €       | 2,30 %               | BGBl. II Nr. 531/2004 | 2,3 %                 |
| 2006 | 4,60 €       | 3,37 %               | BGBl. II Nr. 446/2005 | 1,5 %                 |
| 2007 | 4,70 €       | 2,17 %               | BGBl. II Nr. 532/2006 | 2,2 %                 |
| 2008 | 4,80 €       | 2,13 %               | BGBl. II Nr. 359/2007 | 3,2 %                 |
| 2009 | 4,90 €       | 2,08 %               | BGBl. II Nr. 346/2008 | 0,5 %                 |
| 2010 | 5,00 €       | 2,04 %               | BGBl. II Nr. 450/2009 | 1,9 %                 |
| 2011 | 5,10 €       | 2,00 %               | BGBl. II Nr. 403/2010 | 3,3 %                 |
| 2012 | 5,15 €       | 0,98 %               | BGBl. II Nr. 398/2011 | 2,4 %                 |
| 2013 | 5,30 €       | 2,91 %               | BGBl. II Nr. 441/2012 | 2,0 %                 |
| 2014 | 5,40 €       | 1,89 %               | BGBl. II Nr. 434/2013 | 1,7 %                 |
| 2015 | 5,55 €       | 2,78 %               | BGBl. II Nr. 288/2014 | 0,9 %                 |
| 2016 | 5,70 €       | 2,70 %               | BGBl. II Nr. 417/2015 | 0,9 %                 |
| 2017 | 5,85 €       | 2,63 %               | BGBl. II Nr. 391/2016 | 2,1 %                 |
| 2018 | 6,00 €       | 2,56 %               | BGBl. II Nr. 339/2017 | 2,0 %                 |
| 2019 | 6,10 €       | 1,67 %               | BGBl. II Nr. 329/2018 | 1,5 %                 |
| 2020 | 6,30 €       | 3,28 %               | BGBl. II Nr. 348/2019 | 1,4 %                 |
| 2021 | 6,50 €       | 3,17 %               | BGBl. II Nr. 576/2020 | 2,8 %                 |
| 2022 | 6,65 €       | 2,31 %               | BGBl. II Nr. 590/2021 | 8,6 %                 |
| 2023 | 6,85 €       | 3,01 %               | BGBl. II Nr. 459/2022 | 7,8 %                 |
| 2024 | 7,10 €       | 3,65 %               | BGBl. II Nr. 407/2023 | 2,9 %                 |
| 2025 | 7,55 €       | 6,34 %               | BGBl. II Nr. 417/2024 |                       |

1. ↑  VPI = Verbraucherpreisindex; VPI-Jahresinflation zu Vergleichszwecken angeführt

#### Befreiung
Befreiungen von der Rezeptgebühr:
- Seit dem 1. Januar 2008 wurde eine Obergrenze für die Rezeptgebühr von 2 % des Jahresnettoeinkommens des Patienten eingeführt. Das heißt, dass innerhalb eines Kalenderjahres nur so lange die Rezeptgebühr entrichtet werden muss, bis die gezahlten Gebühren insgesamt eine Höhe erreicht haben, die 2 % des Jahresnettoeinkommens entspricht. Ab diesem Zeitpunkt ist der Patient automatisch für den Rest des Jahres von der Rezeptgebühr befreit. Parallel besteht aber eine Mindestgrenze von 38 Rezeptgebühren, die auf jeden Fall pro Jahr gezahlt werden müssen (etwa 1 je 10 Tagen). Dadurch kommt diese Form der Befreiung hauptsächlich dauermedikamentierten Personen zugute. Mitversicherte Angehörige werden jedoch eingerechnet. Zu diesem Zweck legt der Hauptverband der österreichischen Sozialversicherungsträger für alle Versicherten ein Rezeptgebührenkonto an. Es wird elektronisch geführt und über die e-card verrechnet. Das Rezeptgebührenkonto kann von jeden Versicherten online eingesehen werden (Anmeldung mit Bürgerkarte oder ID Austria).[14][13][6]
- Bestimmte Gruppen sind generell von der Rezeptgebühr[15] befreit, so etwa Personen mit anzeigepflichtigen übertragbaren Krankheiten, Zivildiener und Teilnehmer an Freiwilligendiensten, Kriegsopfer.[16]
- Eine Befreiung von der Rezeptgebühr[15] wird auch unter bestimmten Voraussetzungen besonderer sozialer Schutzbedürftigkeit, etwa bei Bezug einer Ausgleichszulage, gewährt.[17]